# Georg Ludwig Gmelin
Georg Ludwig Gmelin (* 17. Dezember 1687 in Stuttgart (?); † 4. August 1756 in Tuttlingen) war ein deutscher evangelischer Geistlicher.

## Leben
Als Sohn des Mediziners Johann Georg Gmelin wurde Georg Ludwig Gmelin am 17. Dezember 1687 wohl in Stuttgart geboren. Den Grad eines Magisters erlangte er 1706 und war seit 1710 als Repetent tätig. Im Folgejahr zum Feldprediger berufen, ging er 1714 als Diakon nach Marbach am Neckar. Als Oberhelfer stellte man ihn in Ludwigsburg 1719 ein, vier Jahre darauf ging er nach Herrenberg, um eine Tätigkeit als Spezialsuperintendent einzunehmen. Als solcher wechselte er 1737 nach Tuttlingen. Das Intendenten-Amt übte er dort bis zu seinem Tode am 4. August 1756 aus.
In Stuttgart hatte Gmelin sich am 28. August 1714 mit Eva Gottliebin Heller verheiratet. Gemeinsam bekamen sie elf Kinder.